# Lakena United
El Lakena United es un equipo de fútbol de la isla de Nanumea, Tuvalu. Es uno de los 8 integrantes de la División-A, competición que ganó en 2004 y 2006, y uno de los clubes de Tuvalu que posee una escuadra B jugando en divisiones inferiores. Sus jugadores utilizan la camiseta de la temporada 2010/11 del club italian A.C. Milán para jugar sus partidos.
El club se formó en 1980. Han ganada la Copa Independencia 5 veces, y ganaron la Copa Navidad por primera vez en el 2011.

## Palmarés

### Primer equipo
- División-A (2): 2004 y 2006.
- Copa Independencia (5): 2000, 2001, 2002, 2004 y 2007.
- Copa Navidad (1): 2011.
- Copa Knock-Out (1): 1985.

### Plantel alternativo
- División-B (1): 2008.
- Copa NBT (1): 2011.

## Galería

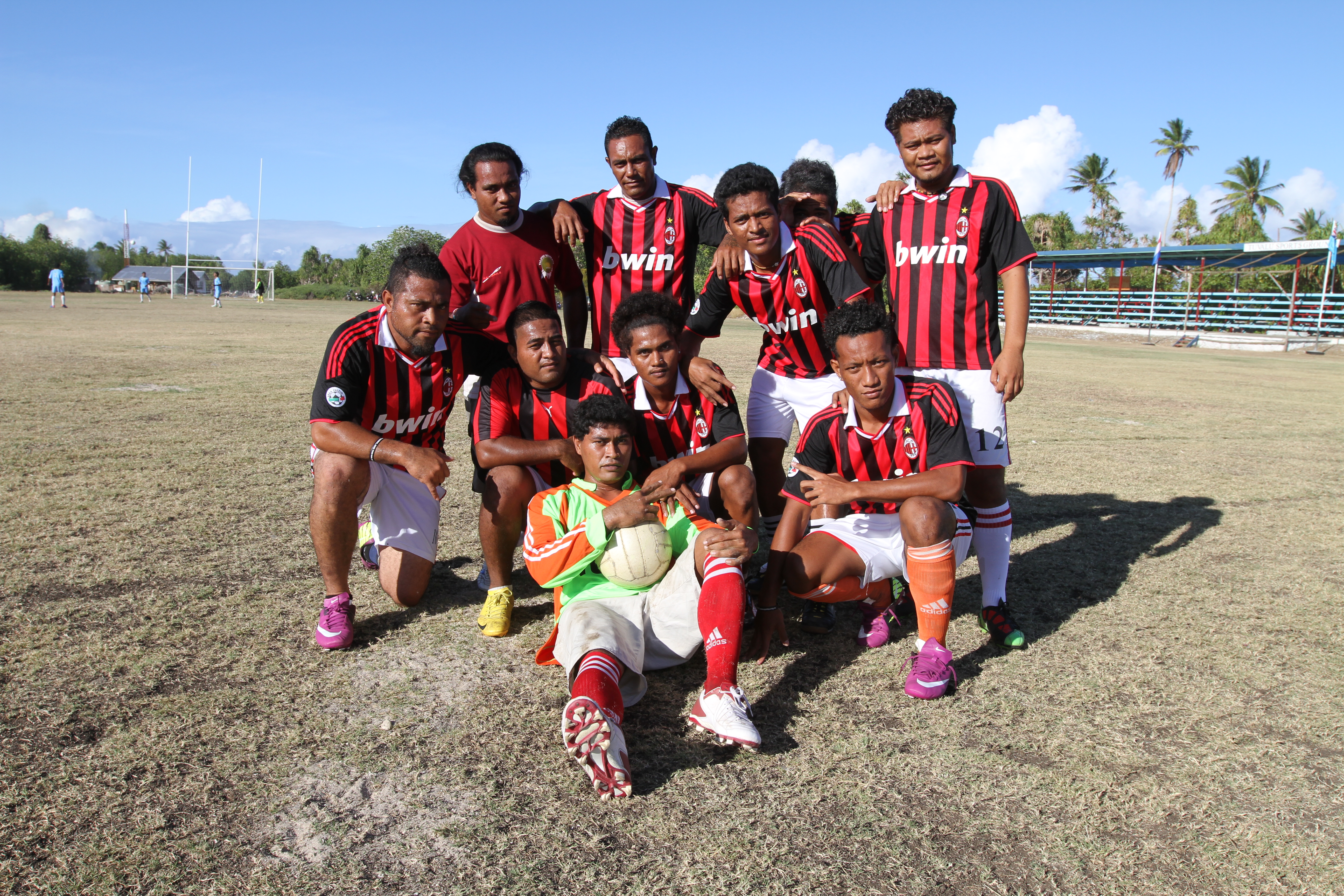
Plantel del Lakena United en 2011.
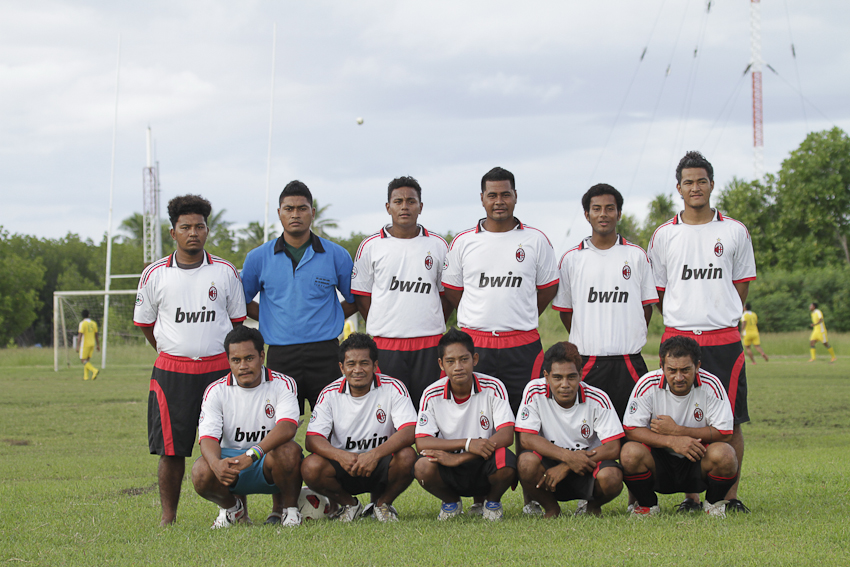
Lakena United B en 2012